# Гробље у Негришорима
Гробље у Негришорима налази се у центру села, на благој падини. Осим римских стела које се налазе на гробљу, највећи број споменика потиче из 19. века. 
Стеле су коришћене као сполије за надгробнике. На основу врсте камена од ког су направљени, разликујемо споменике од белог студеничког мермера и споменике од пешчара. Велики број споменика је посвећен палим војницима који су страдали на разним бојиштима. Искусни драгачевски каменоресци су се трудили да сликовито и са мноштво симбола прикажу минули живот покојника. На гробљу се уочавају такви споменици преминулих сточара, ученика, занатлија, земљорадника и виђенијих људи. Велики број споменика је у облику каменог квадра, што се среће и широм Драгачева. Осим квадра, заступљени су и стилизовани крстови, најчешће израђени од мермера и надгробне плоче од пешчара у комбинацији са стубом. Споменици на гробљу у Негришорима су познати по постојању занимљивих, исцрпних епитафа.